# D 655 (Türkei)
Die Straße D 655 (Devlet yolu 655) ist eine 58 km lange Straße in der Türkei.

## Verlauf
Die Straße zweigt in Akçakoca von der West-Ost-Achse der an der Schwarzmeerküste entlang führenden D 010 (Europastraße 90) nach Süden ab und führt in einem ersten, 32 km langen Abschnitt über die Provinzhauptstadt Düzce und die Straße D 100 (Europastraße 80).
Der zweite Abschnitt der Straße beginnt an der D 160 und führt westlich von Mudurnu über den Pass Aynalıkaya Geçidi (1210 m) zur Straße D 170, die sie 19 km nordwestlich von Nallıhan erreicht.